# Martín Castrejón
Martín Castrejón (San Pedro Jorullo, La Huacana, Michoacán; 8 de octubre de 1881 - Pátzcuaro; 24 de marzo de 1921) fue un general mexicano que participó en la Revolución mexicana.

## Juventud y primeros años de carrera
Nació en la Hacienda de San Pedro Jorullo, La Huacana Michoacán el 8 de octubre de 1881. Estudió en el Colegio de San Nicolás de Hidalgo de Morelia y luego con los jesuitas en la ciudad de Puebla, se dedicó a la agricultura en la hacienda familiar de San Pedro Jorullo. En las postrimerías del porfiriato se integró al Partido Liberal Mexicano y luego simpatizó con el antirreeleccionismo. Estrechó amistad con el Dr. Miguel Silva. Al triunfo del maderismo fue prefecto de Tacámbaro.

## Constitucionalismo
A la caída de Francisco I. Madero se sublevó contra Victoriano Huerta, y se unió al General Gertrudis Sánchez. Intervino en los ataques a Tacámbaro y Pátzcuaro y avanzó sobre Uruapan junto con las fuerzas del General Joaquín Amaro Domínguez el 24 de junio de 1914, cuando llegó a ser general. Valiosa ayuda para la causa del General Castrejón fue la prestada por la Srta. María Dolores Gámez Ledesma en calidad de enfermera. En los ataques a Pátzcuaro, estuvieron bajo sus órdenes Rafael M. Pedrajo y Lázaro Cárdenas del Río, quienes llegaron a ser tiempo después generales revolucionarios, y este último presidente de México. Martín Castrejón estuvo representado en la Convención de Aguascalientes en octubre de 1914 por Salvador Herrejón. Fue nombrado Comandante militar de la zona de Uruapan, pero marchó a México con sus fuerzas al disentir con el entonces gobernador de Michoacán, Gertrudis Sánchez. Venustiano Carranza le asignó el cuidado del tramo ferroviario Puebla-Veracruz. Fue de los que recibieron el puerto de Veracruz después de la ocupación estadounidense de Veracruz. Fue elegido diputado por Michoacán al Congreso Constituyente de Querétaro de 1916-1917 por dos distritos, pero representó finalmente al de Ario de Rosales.

## Rebelde
En 1920 desconoció al gobierno surgido de la rebelión de Agua Prieta y marchó a Michoacán para insurreccionar la zona, sin lograrlo, donde fue capturado y fusilado en Pátzcuaro, Michoacán por órdenes de Álvaro Obregón, un Jueves Santo de 1921.
- Datos: Q6002570